# Jeffrey Hatrix
Jeffrey Hatrix (nacido el 5 de mayo de 1963), también conocido como Jeff Hatrix o Nothing, es el vocalista y fundador de la banda Mushroomhead. 

## Carrera
Durante sus primeros años como músico, Jeffrey formó las banda Hatrix y Purgatory. Sin embargo, no fue hasta fundar Mushroomhead, bajo el seudónimo de «Nothing», que consiguió éxito a nivel nacional. Asimismo en el año 2007 lanzó su propia marca de ropa y en 2011 realizó su debut como actor en la película 13th Sign.
Ahora, hablando de su máscara y/o maquillaje en Mushroomhead, en Savior Sorrow y Beautiful Stories for Ugly Children se le puede denominar como una piel destrozada, o simplemente cadavérica la mayoría de las veces, aunque en un principio usaba una máscara de demonio y ahora una de manos.
Hatrix también tiene proyecto solista y en el 2011 firmó con la discográfica Suburban Noize Records para que su álbum debut, The New Psychodahlia sea distribuido nacionalmente.